# Grupa symetrii
Grupa symetrii (figury geometrycznej {\displaystyle {\mathfrak {F}}} w przestrzeni euklidesowej) – grupa wszystkich izometrii przekształcających daną figurę na samą siebie z działaniem składania przekształceń. Mimo że elementy tej grupy nie muszą być symetriami (dla figur ograniczonych może to być obrót), a dla figur nieograniczonych – przesunięcie równoległe lub symetria z poślizgiem, nazywane są one mimo to symetriami figury {\displaystyle {\mathfrak {F}}.} Sens tej nazwy można wyjaśnić następująco: im więcej jest symetrii figury, tym bardziej jest ona symetryczna (inaczej regularna) w naiwnym sensie tego słowa.
Figury na płaszczyźnie (lub w przestrzeni większego wymiaru) mogą wyznaczać grupy symetrii będące różnymi grupami izometrii
całej płaszczyzny (lub przestrzeni większego wymiaru).
Grupy symetrii odgrywają dużą rolę w krystalografii.

## Przykłady

Trójkąt równoboczny z zaznaczonymi osiami symetrii i środkiem

- Grupa symetrii trójkąta równobocznego składa się z sześciu przekształceń {\displaystyle \{{\text{Id}},R_{O}^{120^{\circ }},R_{O}^{240^{\circ }},S_{l_{1}},S_{l_{2}},S_{l_{3}}\}{:}} przekształcenia identycznościowego {\displaystyle {\text{Id}},} dwóch obrotów {\displaystyle R_{O}^{120^{\circ }},R_{O}^{240^{\circ }}} dokoła środka {\displaystyle O} trójkąta o kąty 120° i 240° oraz trzech symetrii {\displaystyle S_{l_{1}},S_{l_{2}},S_{l_{3}}} względem prostych {\displaystyle l_{1},l_{2},l_{3}} zawierających wysokości trójkąta.